# Bughea de Jos (Argeș)
Bughea de Jos é uma comuna romena localizada no distrito de Argeş, na região de Muntênia. A comuna possui uma área de 24.00 km² e sua população era de 2957 habitantes segundo o censo de 2007.